# Consuelo Hernández
Consuelo Hernández (Colombia, 1952) es una poeta, investigadora, crítica y profesora universitaria. Desde 1995 es Profesora de Estudios Latinoamericanos en American University, en Washington DC.
Fue ganadora del accésit del Premio Internacional de Literatura Antonio Machado por su poema Polifonía sobre rieles, entre participantes de 29 países. Es finalista del concurso internacional de poesía Ciudad Melilla en España y del concurso “Letras de Oro” en la Universidad de Miami. En 2003 recibe un premio del Consulado de El Salvador en Nueva York por su trabajo poético. Durante el encuentro de poetas "El Turno del Ofendido" en El Salvador fue declarada huésped de honor por el alcalde de San Sebastián. En el año 2005 su poemario Manual de peregrina es incluido en la Colección Especial de biblioteca de la Biblioteca American University. Consuelo Hernández ha sido invitada a leer su poesía en el Festival Internacional de Poesía de Medellín, New York Public Library, Haskell Center de la Folger Shakespeare Library en Washington, la Fundación Pablo Neruda enChile, la Agencia Española de Cooperación Internacional en Barcelona, el Centro Rey Juan Carlos I de Españ], New York University, University of Kentucky, City University of New York, University of Pecs en Hungría, y muchos otros lugares.
Su poesía hace parte de numerosas antologías en Latinoamérica, Europa, Canadá y en Estados Unidos es una de las poetas en lengua hispana más reconocidas internacionalmente y todo su trabajo lo ha realizado fuera de Colombia.
Consuelo Hernández es una viajera incansable. Ya para 1974 había hecho su travesía por todos los países andinos, y desde 1977 sale definitivamente de Colombia, su país natal, y vive en varios países y visita más de treinta alrededor del mundo. En sus credenciales académicas cuenta con un Ph.D. de la New York University, un Masters de la Universidad Simón Bolívar (Caracas, Venezuela), y una licenciatura de la Universidad de Antioquia (Medellín, Colombia).[1]

## Distinciones Académicas
- Accésit Premio "Antonio Machado" de poesía por su obra "Polifonía sobre rieles". Otorgado en el palacio Fernán Núñez por la "Fundación de los Ferrocarriles Españoles" en su concurso "Premios del Tren de Poesía y Cuento". 2011
- Premio James Street otorgado por El consejo de Estudios Latinoamericanos de la Asociación del Atlántico Medio de Estados Unidos (MACLAS). En reconocimiento a la excelencia investigativa y al mejor artículo publicado en el año Volumen de Latin American Essays
- Certificado de apreciación por sus contribuciones como Mentora, preparando futuros profesionales en los programas de Maestría y Doctorado, otorgado por Arizona State University
- Premio Celia Siegel Award por “Excelencia en la enseñanza.” Otorgado por la Escuela de Posgrado en Artes y Ciencias de New York University.
- Beca Ciarf Wagner por la excelencia en la investigación. Otorgado por New York University.
- Nominada para el Premio Carol S. Russet Award. Región Westchester/Rockland del Consejo Americano para el Programa Nacional de Identificación para el avance de las Mujeres en la Administración de la Educación Superior.
- Declarada Huésped de honor en El Salvador por el Alcalde.
- Beca de Verano para la Investigación otorgada por la National Endowment for Humanities (NEH)). Claremont Graduate University, California.
- Beca para los Cursos de Verano en el Escorial otorgada por la Universidad Complutense de Madrid, España.

## Obra poética
Su obra poética incluye estos libros de poesía:
- Voces de la soledad (Caracas, 1982)
- Solo de violín. Poemario para músicos y pintores (Alexandria, Virginia, 1997)
- Manual de peregrina (Santiago de Chile, 2004)
- Poemas de escombros y cenizas / Poems from Debris and Ashes (Philadelphia, 2006)
- Polifonía sobre rieles (Madrid, 2011)
- Poetry in April. Latino-American Poets. Antología (American University, Washington DC, 2015.)Coeditada con Chip Gerfen.
- Mi reino sin orillas (Madrid, 2016)
- El tren de la muerte (El Salvador, 2018)
- Wake of Chance / Estela del azar. (California. USA, 2021)

## Libros de crítica literaria
- Álvaro Mutis: una estética del deterioro (1996)
- Voces y perspectivas en la poesía latinoamericana del siglo XX Madrid: Visor Libros y Agencia Internacional de Cooperación Española (2009)

## Inclusiones en antologías de poesía
- Lengua del alma la pluma. Antología poética XXIII Maratón de Poesía del Teatro de la Luna. Ed. R. Berroa. Santo Domingo: Editorial Búo, 2015.
- In Arabic Language Antología de poetas colombianos. ED. Mushin Al-Rumbli. Irak, Bagdad: Amada Group. 2014
- Festival Latinoamericano de poesía Ciudad de Nueva York. Antología 2014. Eds: Karla Coreas & Susana Reyes. New York: Urpi Editores, 2014.
- Include in the database Latino Literature: Poetry, Drama, and Fiction. 2012.
- "Consuelo Hernández. Razones Poéticas." Veinte veces luna es poesía. Ed. Rei Berroa. Santo Domingo: Editorial Búo, 2012. 133-156.
- “Polifonía sobre rieles.” Premios del Tren: Antonio Machado 2011. Madrid: Fundación de Ferrocarriles Españoles, 2012. 117-128.
- “Consuelo Hernández. Poemas” Al pie de la Casa Blanca. Poetas Hispanos de Washington, DC. Luis Alberto Ambroggio and Carlos Parada Ayala (eds.). New York: Academia Norteamericana de la Lengua Española, 2010. p. 209-224
- Poetas para el siglo XXI. Fernando Sabido Sánchez d.) Web. 15 Nov. 2010.
- http://poetassigloveintiuno.blogspot.com/2010/09/1251-consuelo-hernandez.html
- Antología de literatura latina II. Ventana Abierta. Revista de Literatura, Arte y cultura. Centro de Estudios Chicanos y University of California, Santa Barbara, v. VII, No. 25, Otoño, 2008.
- Pegasos de dos siglos: Poesía en Kentucky 1977-2007. Special issue of Hispanic Poetry Review. Commemorating 30 years of University of Kentucky Foreign Languages Conference.
- Cut Loose the Body. An Anthology of Poems on Torture and Fernando Bolero’s Abu Ghraib Paintings. Rose Mary Berger and Joseph Ross, editors. Washington: The Katzen American University Museum, CAS, and DC Poets against the War. 2007. pp. 17, 24.
- Red Mundial de Escritores en Español: Remes. https://web.archive.org/web/20200516045449/http://www.redescritoresespa.com//
- Antología Poética. Voces y memorias. República Dominicana: Editorial Búho, 2006.
- Poetas en la Casa de la Luna. Margarito Cuéllar y Rei Berroa, editors. México: Editorial Verdahalago de la Universidad Nacional Autónoma de Nuevo León, 2005.
- Voces sin fronteras. Antología. Montreal, Québec, Canada Editions Alondras, 2006.
- Antología internacional de poesía amorosa. Santiago Risso, editor. Lima, Perú: Ediciones Alejo, 2006.
- Memoria poética. Tercer Encuentro Internacional de Poetas. El turno del Ofendido. Vladimir Baiza, et al., editors. El Salvador: Fundación Metáfora, 2006.
- Mujer soledad y violencia. Antología Literaria. Cali, Colombia: Editorial Gente con Talento, 2005. p. 20-33.
- Mujeres mirando al sur. Antología de poetas suramericanas en USA. Zulema Moret, editor. Madrid, Spain: Ediciones Torremozas, 2004. p. 122-136.
- El español en Estados Unidos. Breve Antología literaria. Special issue Ventana Abierta Revista Latina de Literatura Arte y Cultura, v. IV, No. 16, v. V, No. 17. Primavera / Otoño 2004. University of California at Santa Barbara.
- 10 Poetas Latinoamericanos en USA. New York: Editorial Sin Fronteras, 2003. pp 38-53.
- Cruzando puentes: Antología de literatura latina. Luis Leal y Víctor Fuentes, editors. University of California at Santa Bárbara: 2001-2002.
- Dialogue through Poetry. 2001 Anthology. Adrian Taylor, R. Devineni and L. Srivastava, editors. New York: Rattapallax Press & Fictionopolis. 2002. And <http://www.dialoguepoetry (enlace roto disponible en Internet Archive; véase el historial, la primera versión y la última).. org>. Includes poems from around the world that were read to celebrate the UN Dialogue among Civilizations through Poetry.
- "El mercado," "Los músicos de Jazz," "La barraca," "Las pinturas de Pippin," and "Noche de Jazz." Repertorio Internacional de Especialistas en la Africanía. 2ª edición. Universidad de Alcalá, España, 2001.
- 15 poetas colombianos en los Estados Unidos. Poesía migrante. Bogotá: El Tiempo, 26 de octubre de 1998. pp. 6-7.
- Colombian Writers in the United States. Special issue. Brújula y Compass. No. 31, invierno de 1998. [A publication of The Latin American Writers Institute and Eugenio María de Hostos Community College of CUNY.]
- A Celebration of Poetry. A Compilation of the International Library of Poetry. Maryland: Owings Mills, 1998.
- Voices of America. Sistersville, West Virginia: Sparrowgrass Poetry Forum, 1997.

## Capítulos de libros y artículos por invitación
- Poetizar la ciudad, transformar la ciudad.” Prólogo. Muestra de poesía en Medellín 1950-2011.Castillo et al (eds). Medellín: Editorial Lealon, 2011. 22-39.

- “La poesía de Jesús Fernández Palacios.” Signos y segmentos. Segunda antología. Madrid: Calambur Editorial y La Diputación de Cádiz. 2007. pp. 152-161.

- "Introducción. Mitología utopía y realidad en la poesía neoindigenista." Mitología. Tulio Mora, editor. Lima: Ediciones Art Lautrec, Hora Zero, 2001. pp. 9-37.

- "Las historias prohibidas." Los otros Roques. La poética múltiple de Roque Dalton. Rafael Lara-Martínez y Dennis Seager, editores. New Orleans: University Press of the South, 1999. pp. 33-53.

- "Tulio Mora, archivista de América." Identidades en transformación. El discurso indigenista en los países andinos. Silvia Nagy, editor. Catholic University, Quito: Abya Yala. pp. 33-61.

- "Crónica, historiografía e imaginación en las novelas de Manuel Scorza." Beyond Indigenous Voices. Laila/Alila 11th International Symposium on Latin American Indian literatures. Editado por Mary H. Preuss. Pennsylvania State University. California. 1996. pp. 143-150.

- "La arquitectura poética de Eugenio Montejo." Venezuela. Literatura de fin de siglo. Número especial. INTI Revista de Literatura Hispánica. No. 37-38. Julio Ortega, editor. Brown University. 1993. pp. 133-143.

- "Homenaje a Gabriel García Márquez." Hispania. Guest Column, septiembre de 2014, v. 97, No. 351-354

- “Prólogo. Poemas fraguados en la memoria punzante” En Off. Asrid Fugellie. Santiago de Chile: Editorial la trastienda. 2010. pp. 7-11.

- “Luis Leal: un inmigrante ejemplar.” En rendido homenaje a Luis Leal (1907-2010). Víctor Fuentes, Francisco Lomelí and Sara Poot-Herrera (ads). Sponsored by Institute of Chicano Studies and University of California. Santa Barbara: College Editions / Bandanna Books, 2010. 164-169.
- “Por un Logro Milagroso”. Suplemento Cultural Tres Mil. San Salvador. 29 de marzo de 2008.
- “Prólogo.” Cantos del silencio by Mayamérica Cortez. Charlotte, NC: Union Publishing, 2008.
- “Medellín, capital Mundial de la poesía. Así viví el XV Festival Internacional de poesía en Medellín.” Gaceta Iberoamericana. Actualidad Cultural y Literaria. Volumen XVI, Número 1. Otoño, 2005. Washington, DC. Maryland. Virginia.
- “El banquete de la poesía.” La Gaceta Literaria. No. 5 Septiembre de 2005. La Habana, Cuba.
- "Cementerio General de Tulio Mora." Ciudad Letrada. Revista mensual de literatura y arte. Huancayo, Perú, 1 de mayo de 2001 No. 007. p. 1-14. Also published in http://www.geocities.com/ciudadletrada/indez07.html (enlace roto disponible en Internet Archive; véase el historial, la primera versión y la última).
- "Nostalgias y soledades en Mayamérica Cortez." Horizonte 21. Revista Iberoamericana de Poesía. V1. No.4, pp. 16-19. 1996.
- "Poemas de desterrados.” Horizonte 21. Revista de la Academia Iberoamericana de Poesía. V1. No.4, pp. 20–22. 1996.

## Artículos en publicaciones profesionales
- "Poemas migrantes.” Diálogo. An interdisciplinary Studies Journal. Published by The center for Latino Research. DePaul University. Volume 18, Number 2. Fall 2015. 176-181
- “El inmigrante como sujeto polidimensional en Viaje a la tierra del abuelo de Bencastro.”

MACLAS.Latin american Essays. Volume 24. 75-88
- “Permanente devenir e incesante metamorfosis: Dos discursos sobre la Amazonia colombiana.” Actas del XVI Congreso de la Asociación Internacional de Hispanistas. Nuevos caminos del hispanismo. Pierre Civil y Françoise Crémoux, (eds.). Madrid / Frankfurt: Iberoamericana / Vervuert 2010, 158 p. + CD-ROM. 1-20
- “El cronista de la guerra civil y la diáspora salvadoreña. Entrevista con Mario Bencastro.” Antípodas XXI. Journal of Hispanic and Galician Studies. Beyond the Volcano. Perspectives on the Literature of El Salvador. Australia, Madrid: Editorial Voz, 2010. 70-99
- "Representación literaria de una revolución fallida en escenario amazónico." (22 pages). University of Pittsburgh, Pittsburgh: Latin American Studies Association Conference Proceedings,2009.http://lasa.international.pitt.edu/members/congress-papers/lasa2009/files/HernandezConsuelo.pdf.
- “Mujer y desequilibrio social desde una novela colombiana.” Estudios de Literatura Colombiana. Universidad de Antioquia. No. 24. Enero-Junio, 2009. 65-81.
- “El Antiorientalismo en Pablo Neruda” in Sophia. Austral. Neruda 100 años. Universidad de Magallanes. No. 10. Chile, 2006. 61-80. y en Revista de Lingüística y Literatura. No. 39. Departamento de Lingüística y Literatura. Universidad de Antioquia. Medellín, Colombia.
- “Nicolás Guillén y su legado” MACLAS. Latin American Essays. Middle Atlantic Council of Latin American Studies. Volumen XVII. Virginia Commonwealth University. 2004. 50-63.
- “La casa de las dos palmas de Manuel Vallejo: Documento de una época, una región y su cultura” Conference Proceedings. CD ROM. Latin American Studies Association. (LASA) XXV International Congress. Las Vegas: LASA 2004. 1-16.
- "Rescatando a las poetas hondureñas: Pavón, Salazar Menéndez, Sabonge Gutiérrez y Ramos” Middle Atlantic Conference of Latin American Studies Conference (MACLAS). 2002. 129-141. y en Istmo literatura. Estudios sobre la Literatura Centroamericana. Jorge Román Lagunas, editor. Colección Centro Internacional de Literatura Centroamericana. Volumen 4. Guatemala: Improfset, 2001. 117-131.
- "Narrativa de los Andes antioqueños: Manuel Mejía Vallejo." La Casa Grande. Revista Cultural Iberoamericana. Año 4, No. 14, 2000, México. 48-58.
- "Poetas centroamericanos de fin de siglo: Ana Istarú y Otoniel Guevara. Cuerpo y autoridad." ISTMICA. Revista de la Facultad de Filosofía y Letras. Universidad Nacional. Costa Rica. No. 5-6, 2000. 26-41.
- "Escribir en español en los Estados Unidos." Cuadernos de ALDEEU. Rafael Corbalán Gerardo Piña and Nicolás Toscano, editors. (Review of Spanish Professionals in America). Volume XIII, No 2. The Graduate School and University Center of CUNY. 59-69.
- "Reconstruyendo a Centroamérica a través de la poesía.” Inti Revista de literatura Hispánica. No. 46-47. Oscar Hahn and Ana María Barrenechea, editors. Fall 1997-Spring 1998. 45-56.
- "El humor en la poesía de Luis Carlos López." MACLAS. Latin American Essays. Volume XI. Newark, DE: Published in Cooperation with University of Delaware, 1997. 101-111.
- "La metáfora." La palabra y el hombre. Revista de la Universidad Veracruzana. No. 96. México, 1996.
- "Del poema narrativo a la novela poética." Tradición y actualidad de la literatura iberoamericana. P. Bacarisse, editor. Actas del XXX Congreso del Instituto Internacional de Literatura Iberoamericana. Tomo I. Univ. de Pittsburgh. 101-115.

- "Crónica, historiografía e imaginación en las novelas de Manuel Scorza." Cuadernos Hispanoamericanos. No. 543, septiembre de 1995. Madrid, España.

- "Aurelio Arturo: Ígnea, voraz, palabra encadenada." Revista Atlántica. Poesía. No 9. Cádiz: Engrasa, Año 1995.
- "Razón del extraviado: Mutis entre dos mundos." Cuadernos Hispanoamericanos. No. 523. Madrid. España.
- "El más anónimo de los poetas colombianos y el más importante de su generación." Revista Nacional de Cultura. No. 204-205. Caracas: CONAC, La Casa de Bello. Julio/Diciembre 1994. 74-81.
- "Los amores de Maqroll en el anverso social." Álvaro Mutis. Ediciones de Cultura Hispánica. Semana del Autor. Madrid: Instituto de Cooperación Iberoamericana, 1993. 67-78.
- "Propuesta y respuesta de Maqroll." Folios. No.24. Caracas: Monte Ávila Editores Latinoamericana. 35-39.
- "La arquitectura poética de Eugenio Montejo." Prometeo. Revista latinoamericana de poesía. Número 27, 1992, año 10. 99-112.
- "El poema una fértil miseria." Tilalc. Revista Literaria de la Universidad Simón Bolívar. Año 2, No.3, 1986. 60.
- "La Crisis del lenguaje o la pobreza del pensamiento." Revista de la Universidad Simón Rodríguez. Año IV. No. 7, l985. 126-133.
- "Simón Rodríguez visto en la perspectiva del tiempo." Revista de la Universidad Simón Rodríguez. Año III. No. 4, l982. 21-33.

## Artículos en El Nacional de Caracas y El Diario de Nueva York
- "El Amor en los tiempos del cólera es una novela popular." Diario la Prensa. New York, octubre de 1987. 4. B 6-7.
- "Siembra vientos y recogerás tempestades." Diario la Prensa. New York, 15 de noviembre de 1987
- "Álvaro Mutis, el poeta de la fértil miseria." El Nacional. Caracas, Venezuela. 5 de febrero de 1983.
- "América Latina centró la mirada del mundo." El Nacional. 3 de agosto de 1983.
- "El anhelo constante, un libro para todos." El Nacional. 8 de marzo de 1982.
- "Simón Rodríguez y la crítica." El Nacional. 7 de agosto de 1982.
- "Venezuela puede catalizar el cambio que Colombia espera." El Nacional, 22 de agosto de 1982.
- "En Venezuela también estamos expectantes." El Nacional, 4 de septiembre, C. 11, 1982.
- "La idea de Latinoamérica en escritores europeos." El Nacional, 7 de septiembre, C.l6, 1982.
- "Un trayecto a recorrer por la literatura latinoamericana." El Nacional, 15 de septiembre, C.3, 1982.
- "El arte combinatoria en los poemas de Octavio Paz." El Nacional, 25 de septiembre, C.2, 1982.
- "Signos en rotación, una teoría poética." El Nacional, 2 de octubre de l982. C.2, 1982.

## Reseñas literarias
- “Reseña. Luis Leal. Conversaciones con Víctor Fuentes.” Ventana Abierta. Volumen 1, No. 22. Primavera 2007. Centro de Estudios Chicanos. University of California, 2007.
- “El sabor que dejó la película colombiana Rosario Tijeras.” Suplemento Cultural Tres Mil. #886. February 3, 2007.
- “Simulación de las máscaras.” http://pospost.blogspot.com/2007/05/consuelo-hernndez-escribe-sobre-tulio.html. 22 de mayo de 2007
- “Morir en Isla Vista (Floreal Hernández/Víctor Fuentes)” Ventana Abierta: Nuestras Voces Peregrinas. Volumen V, Número 18. Primavera 2005. University of California at Santa Barbara.
- “Oscar Castro García. Ah mar amargo.” Revista de Estudios Colombianos. No. 22. Asociación de Colombianistas and University of Illinois. No. 22. pp. 53–56. Also published in Estudios de Literatura Colombiana. Universidad de Antioquia, Facultad de Comunicaciones. No 10, enero-junio de 2002. pp. 115–119.
- "Entrevista con el poeta José Ramón Ripoll." Malandragem. Review. New York University. 1988
- "Los Emisarios, nuevo poemario de Álvaro Mutis." Suplemento literario de El Nacional. 28 de julio de l985. 6.
- "El último rostro de Bolívar.” Reporte Universitario No 3. Universidad Simón Rodríguez. También publicado en El Nacional. 2 de marzo de 1984.
- "Trópico absoluto o poesía de lo telúrico." El Nacional. 25 de noviembre de l982. 3.

## Traducciones
- Traducción al español de “Fernando Botero. Entrevista por Rose Berger.” Sojourns. Washington DC, February 2008. También publicada en Ventana Abierta. No. 24 Centro de Estudios Chicanos, University of California at Santa Barbara. Primavera, 2008. Diario Co-Latino. San Salvador, El Salvador. Diciembre de 2007. Redacción. Colombia, 2008.